# Liste der Museen im Landkreis Rosenheim
Die Liste der Museen im Landkreis Rosenheim gibt einen Überblick über aktuelle und ehemalige Museen im Landkreis Rosenheim in Bayern.

## Aktuelle Museen
| Gemeinde           | Name                                 | Kurzbeschreibung | gegründet/ eröffnet | Träger                                            | Standort                                          | Bild           | Link |
| ------------------ | ------------------------------------ | --- | ------------------- | ------------------------------------------------- | ------------------------------------------------- | -------------- | ---- |
| Amerang            | EFA Mobile Zeiten                    | Die private Sammlung umfasst Oldtimer aus allen Epochen deutscher Automobilgeschichte. Zudem ist eine Modelleisenbahn der Spur II auf 500 Quadratmeter Fläche zu sehen. | 1990                | Ernst Freiberger-Stiftung                         | !547.9961295512.3078545 47.996129 12.307854       | weitere Bilder |      |
| Amerang            | Freilichtmuseum Amerang              | Das Zweigmuseum des Freilichtmuseums Glentleiten zeigt Bauernhäuser aus dem östlichen Oberbayern sowie historische Werkstätten mit einer Sammlung von Objekten ländlicher Alltagskultur. | 23. Juli 1977       | Bezirk Oberbayern                                 | !548.0030115512.3037895 48.003011 12.303789       | weitere Bilder |      |
| Aschau im Chiemgau | Müllner Peter Museum                 | Das Museum erinnert an den 1766 geborenen Peter Huber, genannt Müllner-Peter, und sein Wirken als Müller, Musiker, Laienheiler, Gemeindevorsteher und Romanfigur. | 8. Sep. 2001        | Museumsverein Müllner-Peter von Sachrang e. V.    | Altes Schulhaus Sachrang                          | weitere Bilder |      |
| Aschau im Chiemgau | Prientalmuseum                       | Das Museum im ehemaligen Benefiziaten- und Mesnerhaus befasst sich mit der Eisenverarbeitung in der Region und der Geschichte der Industriellen-Familie Cramer-Klett. | Juni 1988           |                                                   | Schloss Hohenaschau                               | weitere Bilder |      |
| Bad Aibling        | Heimatmuseum                         | Das Museum zeigt Funde zur Ortsgeschichte, bäuerliche Möbel, bürgerliche Interieurs und Handwerkssammlungen sowie die Marbacher Stube mit Renaissance-Einrichtung und Kassettendecke. Die Kutterlinger Bauernstube erinnert an den Maler Wilhelm Leibl, der einige Jahre in Bad Aibling lebte.                                                      | 1931                | Historischer Verein Bad Aibling und Umgebung e. V | Ehemaliges Ökonomiegebäude des Irlachschlösschens | weitere Bilder |      |
| Bruckmühl          | Naturerlebnis Bruckmühl              | Am Beginn des Rundwegs durch das Auwald-Biotop befinden sich das Tierkundemuseum mit rund 500 Tierpräparaten und das Naturkundemuseum mit weiteren Tiersammlungen und einer Mineraliensammlung. |                     | Firma Salus und Markt Bruckmühl                   | !547.8807805511.9105255 47.88078 11.910525        |                |      |
| Bruckmühl          | Wallfahrtsmuseum Weihenlinden        | Auf drei Stockwerken über der Sakristei sind Votivbilder, Figuren und Gemälde sowie liturgische Geräte und Gewänder ausgestellt. |                     |                                                   | Wallfahrtskirche Hl. Dreifaltigkeit               |                |      |
| Chiemsee           | König Ludwig II.-Museum              | Das modern gestaltete Museum in zwölf Räumen des Südflügels des Schlosses widmet sich dem Leben König Ludwig II. anhand von Gemälden, historischen Fotografien und Prunkgewändern. Neben Möbeln und höfischer Kunst sind Modelle und Pläne der Königsschlösser und anderer Bauprojekte zu sehen.                                                    | 1987                | Bayerische Schlösserverwaltung                    | Neues Schloss Herrenchiemsee                      |                |      |
| Chiemsee           | Museum im Augustiner-Chorherrenstift | Die neu konzipierte Dauerausstellung „Der Wille zu Freiheit und Demokratie“ befasst sich mit dem Verfassungskonvent auf Herrenchiemsee 1948. Eine Gemäldegalerie gibt einen Überblick über das Werk des avantgardistischen Malers Julius Exter und zeigt eine Auswahl von Werken der Chiemseemaler aus der Zeit von 1790 bis zum Zweiten Weltkrieg. | 1998                | Bayerische Schlösserverwaltung                    | Altes Schloss Herrenchiemsee                      | weitere Bilder |      |
| Flintsbach am Inn  | Pfarrmuseum                          | In der Ausstellung sind Funde aus der Frühgeschichte, Römerzeit und Mittelalter zu sehen, sowie eine Sammlung religiöser Objekte aus der Kirchengeschichte und Volksfrömmigkeit. | 1984                | Freundeskreis Pfarrmuseum Flintsbach e. V.        | Pfarrheim                                         |                |      |
| Frasdorf           | Höhlenmuseum mit Dorfmuseum          | Das Museum zeigt Pläne, Modelle, Höhlenfunde, Fotos und Videofilme über die Entstehung, Flora und Fauna der Höhlen im Karstgebiet Laubenstein. Das angegliederte Dorfmuseum befasst sich mit der Ortsgeschichte. | 1. Mai 1997         | Heimat- und Kulturverein Frasdorf e. V.           | Altes Schulhaus                                   |                |      |
| Kiefersfelden      | Industriemuseum Blaahaus             | Das Museum in einem ehemaligen Arbeiterwohnhaus zeigt Exponate, Modelle, historische Dokumente und Fotografien zur Orts- und Industriegeschichte und zu damit verbundenen sozialen und kulturellen Themen. Im Außenbereich ist ein Schaugarten angelegt.                                                                                            | 1996                | Gemeinde Kiefersfelden                            | Blaahaus                                          | weitere Bilder |      |
| Kolbermoor         | Heimat- und Industriemuseum          | Das Museum befasst sich mit der Entstehung und Entwicklung Kolbermoors vom Markt zur Stadt und der Industriegeschichte, insbesondere der Baumwollspinnerei. | 10. Okt. 1998       | Förderverein Heimatmuseum Kolbermoor e. V.        | Ehemaliges Postgebäude                            | weitere Bilder |      |
| Neubeuern          | Museum im Kulturhaus im Markt        | Das Innschifffahrtsmuseum wurde 2022 um Ausstellungen zur Geschichte des Schlosses Neubeuern, des Trachtenvereins und der Chorgemeinschaft Neubeuern erweitert. |                     | Markt Neubeuern                                   | Kulturhaus im Markt                               | weitere Bilder |      |
| Oberaudorf         | Audorfer Museum im Burgtor           | Das ortsgeschichtliche Museum zeigt geologische und archäologische Funde und erinnert an die Auerburg, Innschifffahrt, Gebirgsschützen und die Anfänge des Fremdenverkehrs. | 24. Juli 1991       | Gemeinde Oberaudorf                               | Burgtor                                           | weitere Bilder |      |
| Prien am Chiemsee  | heimatMuseum                         | Das Museum befasst sich mit dem bäuerlichen und bürgerlichen Leben, Handwerk, Eisenbahnbau und Tourismus. Außerdem sind Chiemgauer Trachten mit dem Priener Hut und eine Galerie mit Werken der Chiemseemaler zu sehen. | 1913                | Markt Prien a. Chiemsee                           | Ehemaliges Handwerkerhaus                         | weitere Bilder |      |
| Raubling           | Urweltmuseum Neiderhell              | Die private Sammlung umfasst mehr als 2800 Fossilien und Mineralien aus verschiedenen Ländern und Epochen. | 17. Mai 2001        | Privat                                            | Kleinholzhausen                                   |                |      |
| Rohrdorf           | Bauernhausmuseum Rohrdorf            | Der nach Rohrdorf versetzte Graswegerhof aus dem Jahr 1727 ist mit Mobiliar und Gebrauchsgegenständen aus der Zeit vor und um 1900 eingerichtet. In einem Bundwerkstadel sind Schlitten, Kutschen, Wägen und eine Wagnerwerkstatt zu sehen. | 1988                | GTEV „Achentaler“ Rohrdorf e. V.                  | Achentaler Heimathaus                             |                |      |
| Wasserburg am Inn  | Das kleine Puppenmuseum              | Das Schaufenster ist mit Puppen und historischem Spielzeug dekoriert. Die Sammlung in den Innenräumen kann auf Anfrage besichtigt werden. | 2009                | Privat                                            | Frauengasse                                       |                |      |
| Wasserburg am Inn  | Museum Wasserburg                    | Das Museum in einem mittelalterlichen Patrizierhaus zeigt auf vier Stockwerken vielfältige Themen rund um die Stadt- und Regionalgeschichte. Drei bis viermal im Jahr finden Sonderausstellungen statt. | 1888                | Stadt Wasserburg a. Inn                           | Altstadt                                          | weitere Bilder |      |
| Wasserburg am Inn  | Psychiatrie-Museum Gabersee          | Die medizinhistorische Ausstellung in einem ehemaligen Schlafsaal der Anstalt zeigt Gegenstände aus der Gaberseer Geschichte, vor allem aus den 1960er und 1970er Jahren. | 2003                | Bezirk Oberbayern                                 | Inn-Salzach-Klinikum                              |                |      |
| Wasserburg am Inn  | Wasserburg aus fünf Jahrhunderten    | Die lokalgeschichtliche Sammlung des Wasserburgers Bernd Joa umfasst kunst- und kunsthandwerkliche Gegenstände, Stadtansichten und sakrale Kunst. Im Wasserburger Saal sind Gemälde von Künstlern ausgestellt, die in Wasserburg gelebt haben. | 2015                | Stadt Wasserburg a. Inn                           | Ehemaliges Heiliggeist-Spital                     |                |      |
| Wasserburg am Inn  | Wasserburger Bierkatakomben          | Die Sommerbierkeller wurden als Lager für das im Winter eingebraute Sommerbier genutzt. Bei einer Führung können sieben ehemalige Bierkeller besichtigt werden. | 2002                | Kellerfreunde im Heimatverein Wasserburg a. Inn   | Kellerberg                                        |                |      |
| Wasserburg am Inn  | Wegmachermuseum                      | Das Museum gibt einen Einblick in die Geschichte des Wege-, Straßen- und Brückenbaus in Bayern und die nahezu 200-jährige Entwicklung des Straßenunterhaltungsdienstes. |                     | Staatliches Bauamt Rosenheim                      | Ehemalige Straßenmeisterei                        | weitere Bilder |      |

## Ehemalige Museen
| Gemeinde          | Name                     | Kurzbeschreibung | gegründet/ eröffnet | geschlossen/ aufgelöst | Träger                                                | Standort                      | Bild | Link |
| ----------------- | ------------------------ | --- | ------------------- | ---------------------- | ----------------------------------------------------- | ----------------------------- | ---- | ---- |
| Söchtenau         | Museum 1900              | Das Museum zeigte auf vier Stockwerken original ausgestattete Läden, Werkstätten und Wohnräume aus der Zeit um 1900. | 2012                |                        | Privat                                                | Ehemaliges Lagerhaus          |      |      |
| Wasserburg am Inn | Erstes Imaginäres Museum | Die Ausstellung zeigte Malerei bedeutender Künstler anhand hochwertiger Repliken des Kunstdruckers Günter Dietz.     | 1979                | Dez. 2014              | Stadt Wasserburg a. Inn und Günter Dietz GmbH Offizin | Ehemaliges Heiliggeist-Spital |      |      |